# The Inventor's Model
The Inventor's Model è un cortometraggio muto del 1910 sceneggiato e diretto da Horace Vinton.

## Produzione
Il film fu prodotto dalla Essanay Film Manufacturing Company.

## Distribuzione
Distribuito dall'Essanay Film Manufacturing Company, il film - un cortometraggio di 210 metri - uscì nelle sale cinematografiche USA il 16 marzo 1910. Nelle proiezioni, veniva programmato con il sistema dello split reel, accorpato in un'unica bobina con un altro cortometraggio prodotto dall'Essanay, la commedia Method in His Madness.